# O Sangue
O Sangue é um filme português de drama e mistério escrito e realizado por Pedro Costa. O filme protagonizou Pedro Hestnes, Nuno Ferreira e Inês de Medeiros. Estreou-se nos cinemas portugueses a 7 de dezembro de 1990.

## Sinopse
Aos 17, Vicente vive com o irmão, Nico, e o pai doente numa casa em ruínas nos arredores de Lisboa. Ambos irmãos não têm memória da mãe e são chegados ao pai, mesmo com as suas mudanças de humor e ausências. Um dia, o pai parte de vez, e Vicente e Nico decidem esconder a verdade e manter o segredo entre eles. Clara, uma assistente social, apaixona-se por Vicente, e este e outros segredos acabam por ser desvendados. 

## Elenco
- Pedro Hestnes como Vicente
- Nuno Ferreira como Nino
- Inês de Medeiros como Clara
- Luís Miguel Cintra como Tio
- Henrique Canto e Castro como Pai
- Isabel de Castro como Mulher
- Henrique Viana como 1º credor
- Luís Santos como 2º credor
- Manuel João Vieira como Zeca
- Sara Breia como Rosa
- José Eduardo como Companheiro
- Ana Otero como Amante do tio
- Pedro Miguel como Jovem do armazém
- Miguel Fernandes como Pedro